# Pataskala
Pataskala – miasto w Stanach Zjednoczonych, w stanie Ohio.
Liczba mieszkańców w 2000 roku wynosiła 10 195.

## Klimat
Miasto leży w strefie klimatu kontynentalnego, z gorącym latem, należącego według klasyfikacji Köppena do strefy Dfa. Średnia temperatura roczna wynosi 9,1 °C, a opady 990,6 mm (w tym do 71,3 cm opadów śniegu). Średnia temperatura najcieplejszego miesiąca - lipca wynosi 21,8 °C, najzimniejszego - stycznia -4,6 °C, podczas gdy rekordowe temperatury wynoszą odpowiednio 30,9 °C i -17,6 °C.